# Sundbybergs kommun
59°22′N 17°58′Ø / 59.367°N 17.967°Ø
Sundbyberg kommun er en by og en kommune i Stockholms län i landskapet Uppland i Sverige. Sundbyberg er Sveriges mindste kommune i udstrækning med et areal på kun 8 km². Kommunen er tæt bebygget og er en del af Storstockholm.
Sundbyberg voksede frem i slutningen 1800-tallet som forstad til Stockholm langs Västeråsbanan (nuværende Mälarbanan).

## Venskabsbyer
Sundbyberg har fire venskabsbyer:
- Letland Alūksne, Alūksnes fylke, Letland
- Storbritannien Haringey, Storlondon, England, Storbritannien
- Finland Kyrkslätt, Nyland, Finland
- Østrig Sankt Veit an der Glan, Kärnten, Østrig